# Râul Gioroc
Râul Gioroc este un curs de apă, afluent de stânga al râului Jiu situat in Județul Dolj România